# Ozbrojené síly Bosny a Hercegoviny
Ozbrojené síly Bosny a Hercegoviny (srbochorvatsky Oružane snage Bosne i Hercegovine / Оружане снаге Босне и Херцеговине) jsou oficiální vojenskou silou Bosny a Hercegoviny. Ozbrojené síly Bosny a Hercegoviny byly oficiálně sjednoceny v roce 2005 a jsou složeny ze dvou zakládajících armád: Armády Federace Bosny a Hercegoviny (VFBiH) a Armády Republiky srbské (VRS).
Ministerstvo obrany Bosny a Hercegoviny, založené v roce 2004, má ozbrojené síly Bosny a Hercegoviny na starosti. Branná povinnost byla v Bosně a Hercegovině zcela zrušena s účinností od 1. ledna 2006.

## Historie
Ozbrojené síly Bosny a Hercegoviny vznikly ze tří armád z období bosenské války: Bosenské (převážně bosňácké) armády Republiky Bosna a Hercegovina, Bosenskosrbské armády Republiky srbské a Chorvatské rady obrany.
Armáda Republiky Bosna a Hercegovina vznikla 15. dubna 1992 během prvních dnů bosenské války. Před formálním vytvořením ARBiH existovala teritoriální obrana, oficiální vojenská síla Republiky Bosna a Hercegovina, a několik polovojenských skupin, jako jsou Zelené barety, Vlastenecká liga a skupiny civilní obrany, stejně jako mnoho zločineckých gangů a uskupení policejních a vojenských profesionálů. Armáda byla vytvořena za špatných podmínek, s velmi nízkým počtem tanků, transportérů a žádnými vojenskými leteckými prostředky. Armáda byla rozdělena na sbory, každý sbor byl umístěn na určitém území. Prvním velitelem byl Sefer Halilović.
Vojska Republiky srbské byla založeny 12. května 1992. Před formálním vytvořením VRS existovalo několik polovojenských skupin jako Srbská dobrovolnická garda, Beli orlovi a také někteří ruští, řečtí a další dobrovolníci. Armáda byla vybavena bývalým inventářem JNA. Měl asi 200 tanků, většinou T-55 a 85ks M-84, a 150 transportérů s několika těžkými dělostřeleckými zbraněmi. Protivzdušná obrana VRS sestřelila několik letadel, jako F-16, Mirage 2000, F/A-18 a jeden MiG-21 chorvatského letectva. VRS získaly podporu od jugoslávské armády a SR Jugoslávie.
Chorvatská rada obrany byla hlavní vojenská formace Chorvatské republiky Herceg-Bosna během bosenské války. Šlo o první organizovanou vojenskou sílu, která kontrolovala oblasti obývané Chorvaty. Vznikla 8. dubna 1992. Šlo o muže vyzbrojené brokovnicemi přidělenými k obraně vesnic až po organizované, uniformované a dobře vybavené formace velikosti brigády, které nicméně zaměstnávaly část vojáky na „částečný úvazek“. Postupem času byly síly HVO stále lépe organizované a „profesionálnější“, ale teprve počátkem roku 1994 začala HVO formovat tzv. strážní brigády, mobilní jednotky obsazené profesionálními vojáky na plný úvazek.
Počínaje 21. prosincem 1995 v letech 1995–96 sloužily v Bosně a Hercegovině mezinárodní mírové síly (IFOR) pod vedením NATO. Dohlížely na vojenské aspekty Daytonské mírové dohody. IFOR byly následovány menšími stabilizačními silami pod vedením NATO zvané SFOR. Počet vojáků SFOR byl snížen nejprve na 12 000 a poté na 7 000. SFOR zase následovaly ještě menší síly pod vedením Evropské unie, EUFOR Althea. V roce 2004 měla EUFOR Althea přibližně 7 000 vojáků.